# Frederic al Boemiei
Frederic (în germană Friedrich, în cehă Bedřich; n. 1142 – d. 25 martie 1189), aparținând dinastiei Přemyslid, a fost duce al Boemiei de la sfârșitul anului 1172 până în septembrie 1173 și de la sfârșitul lunii iunie 1178 până la 25 martie 1189. În anii 1164–1173 a fost principe de Olomouc.

## Biografie
Frederic a fost fiul cel mare al regelui Vladislav al II-lea al Boemiei (d. 1174) și al primei lui soții, Gertruda de Babenberg, fiica margrafului Leopold al III-lea al Austriei. Tatăl său a fost duce al Boemiei din 1140 și în 1158 a primit titlul de rege de la împăratul Frederic I Barbarossa, nașul omonim al lui Frederic al Boemiei ceea ce dovedește recunoștința împăratului pentru loialitatea și serviciul credincios al tatălui său, Vladislav. El a fost astfel al doilea rege din dinastia Přemyslid după bunicul său Vratislav al II-lea (d. 1092). Frederic a fost principe de Olomouc (al Moraviei) începând din 1164.
Relațiile dintre regele Boemiei și Frederic Barbarossa s-au deteriorat în 1172 când Vladislav, fără a-l consulta pe împărat, cu susținerea nobilimii, a abdicat în favoarea fiului său, Frederic, în încercarea de a stabili o linie de succesiune bazată pe principiul primogeniturii.
În ținuturile cehe dreptul succesiunii se baza pe norma agnatică. De aceea din punct de vedere legal Frederic nu era succesorul de drept al tatălui său.
Tronul Boemiei era revendicat de fiii ducelui Sobeslav I, verii regelui Vladislav. Frederic nu a putut să păstreze titlul de duce, deoarece nici dieta Boemiei, nici împăratul nu și-au dat acordul. Tatăl și fiul au pierdut în cele din urmă ducatul în septembrie 1173 conform deciziei luate de împărat în Dieta Imperială de la Hermsdorf (Erbendorf). Cu susținerea nobilimii boeme, Barbarossa a oferit tronul vărului lui Vladislav, Udalrich al II-lea de Olomouc care a refuzat stăpânirea Boemiei în favoarea fratelui său mai mare, Sobeslav al II-lea. 
Bătrânul Vladislav al II-lea a părăsit Boemia și s-a retras în Turingia în teritoriile celei de-a doua soții, Iudita de Turingia (d. 1174), iar Frederic a rămas în slujba curții imperiale. Soběslav al II-lea se afla în relații antagonice cu nobilimea Boemiei. În același timp el nu a acordat sprijin împăratului în campania sa din Regatul Italiei împotriva Ligii Lombarde, în care forțele imperiale au suferit o înfrângere majoră în Bătălia de la Legnano din 1176. Mai mult, ducele Soběslav se afla în teritoriile familiei Babenberg, în sudul Ducatului Austria, când ducele Henric Jasomirgott, unchiul lui Barbarossa, a murit într-un accident (un pod s-a prăbușit sub calul său). În timp ce Soběslav a ignorat solicitarea împăratului de a se prezenta la curtea imperială, Frederic a reușit să încheie o alianță cu Conrad al II-lea Otto și cu ducele Austriei, Leopold al V-lea de Babenberg. În vara anului 1178 Soběslav al II-lea a pierdut susținerea lui Frederic Barbarossa. Frederic și noii săi aliați, cu sprijinul lui Barbarossa, au pornit împotriva orașului Praga, unde Frederic a fost ales duce în 1178. Inițial înfrânt de Soběslav în bătălia de la Loděnice, Frederic a biruit în cele din urmă la 27 ianuarie 1179 în lupta dată înafara zidurilor orașului Praga, în zona actualului Nové Město. Soběslav a fost îndepărtat și a murit în exil în anul următor.
În 1182 nobilii nemulțumiți din regiunile cehe s-au revoltat. Frederic a fost expulzat din țară și nobilimea l-a ales ca principe pe Conrad al II-lea Otto. Acesta s-a autointitulat margraf de Moravia și a căutat să obțină independența față de principele din Praga. Frederic a cerut ajutor de la împăratul Frederic Barbarossa, care a decis să rezolve disputa în Dieta de la Regensburg în septembrie 1182. Istoricii au interpretat adesea rezultatul dietei de la Regensburg ca un act prin care Frederic Barbarossa a înființat margrafiatul Moraviei, scoțându-l de sub jurisdicția prinților cehi și subordonându-l imperiului. Totuși, acest lucru nu a fost declarat în mod direct. Astfel situația conflictuală deja gravă din familia Přemyslid s-a accentuat ceea ce a determinat slăbirea forței ei și a făcut-o cu siguranță mai ușor de gestionat pentru Barbarossa. Pericolul dezmembrării teritoriilor cehe unificate era în creștere.
Împăratul i-a acordat lui Frederic titlul de principe imperial. Ducele a fost de acord cu fixarea graniței dintre ducatele Boemia și Austria și a menținut, de asemenea, pacea cu vecinii săi: Regatul Piaștilor, Marca de Meissen și Regatul Ungariei. În 1184 Frederic, însoțit de un alai uriaș, s-a aflat la Mainz pentru a participa la ritualul înălțării la rang de cavaler a fiilor împăratului, Henric al VI-lea și Frederic al VI-lea.
Împăratul i-a acordat lui Frederic titlul de principe imperial. Ducele a fost de acord cu trasarea graniței dintre ducatele Boemia și Austria și a menținut, de asemenea, pacea cu vecinii săi: Regatul Piaștilor, Marca de Meissen și Regatul Ungariei. În 1184 Frederic, însoțit de un alai uriaș, a sosit la Mainz pentru a participa la ritualul înălțării la rang de cavaler a fiilor împăratului, Henric al VI-lea și Frederic al VI-lea.
Domnia lui Frederic a rămas umbrită de conflictele interne ale dinastiei Přemyslid: atunci când a încercat să stabilească domnia fratelui său vitreg mai mic, Ottokar, în Moravia, fostul său aliat Conrad al II-lea Otto i s-a împotrivit și l-a alungat temporar din Praga. Deși a fost reinstalat de împăratul Barbarossa în 1182,  Frederic s-a confruntat cu dificultățile cauzate de ridicarea Moraviei la rang de margrafiat imperial sub conducerea lui Conrad al II-lea Otto. De asemenea, împăratul l-a ridicat pe Henric Bretislav, episcopul de Praga și văr al lui Frederic, la rangul de episcop principe. Astfel Frederic Barbarossa împărțise Boemia în trei părți, toate direct dependente de el.
După ani de conflicte, ducele Frederic, a cărui putere fusese slăbită de luptele interne, a fost practic o marionetă a împăratului. Când margraful Conrad a fost învins de Ottokar, fratele vitreg al lui Frederic, în cea mai sângeroasă bătălie dintre cehi și moravi la Loděnice, cei doi s-au întâlnit în cele din urmă la Knín în 1186. Pentru soluționarea disputei, Conrad a recunoscut domnia lui Frederic, iar ducele a confirmat drepturile lui Conrad și succesiunea sa la tronul Boemiei. Frederic a murit în 1189, în timp ce se pregătea să-l urmeze pe împărat în Cruciada a treia. Conform înțelegerii de la Knín, el a fost succedat ca duce de Conrad (sub numele Conrad al II-lea), Boemia și Moravia fiind din nou unite sub conducerea acestuia. 

## Căsătorie și descendenți
Frederic s-a căsătorit cu Elisabeta, fiica regelui Géza al II-lea al Ungariei și a soției sale, Eufrosina de Kiev. Copiii lor au fost:
- Elena (n. 1158), logodită în 1164 cu Petru, fiul lui Manuel I Comnen;
- Sofia (d.c. 1185), căsătorită cu margraful Albert I de Meissen;
- Ludmila (d. 1240), căsătorită cu contele Albert al III-lea de Bogen în 1184, și în 1204 cu ducele Ludovic I de Bavaria;
- Vratislav (d. 1180);
- Olga (n. 1159–d. 1163);
- Margareta (d. 1167).